# Johannes-Matthias Hönscheid

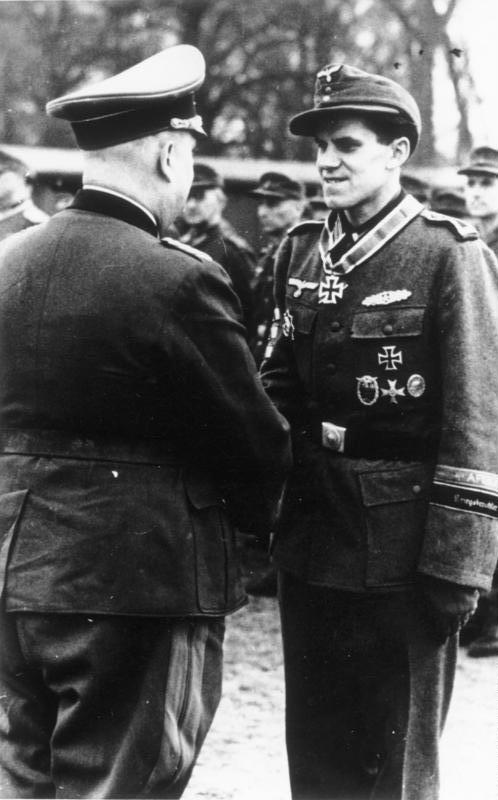
Verleihung des Ritterkreuzes durch Generalmajor Hasso von Wedel, März 1945

Johannes-Matthias Hönscheid, auch Hanns Hönscheid, (* 14. Juni 1922 in Eitorf; † 2. März 2001 in München) war Leutnant der Reserve und Kriegsberichterstatter im Zweiten Weltkrieg. Als einziger Kriegsberichterstatter der deutschen Wehrmacht erhielt er das Ritterkreuz des Eisernen Kreuzes.

## Leben
Nach einem Hochschulstudium in Frankfurt am Main erreichte Hönscheid die Einberufung (15. Januar 1942) zur Luftnachrichtenkompanie des Fliegerhorst Fritzlar. Ab dem 1. September 1942 war er im Einsatz als Kriegsberichter der Luftwaffe und Frontschriftleiter der deutsch-italienischen Tageszeitung „Il Popolo di Sicilia“ (Der Adler von Sizilien) in Catania. Während dieser Zeit hatte er Fronteinsätze bei der III. Gruppe/Lehrgeschwader 1 und beim KG 54. Hierbei flog er als Besatzungsmitglied einer Ju 88 in 28 Feindflügen u. a. Angriffe gegen La Valletta und Kap Bône. Anschließend kam es zu Kommandierungen als Kriegsberichter z. b. V. zu Rommels Hauptquartier und zum Oberbefehlshaber Süd Kesselring.
Während des Sizilien-Feldzuges war er als Fallschirmjäger beim Bataillon Graßmehl der 1. Fallschirmjäger-Division eingesetzt. Während der Rückzugskämpfe bis in den Raum Frosinone-Monte Cassino zerstörte er mit Tellerminen sieben Feindpanzer. Außerdem brachte er als Stoßtruppführer insgesamt 827 Gefangene ein. Hierbei geriet er in britische Kriegsgefangenschaft aus welcher ihm trotz schwerer Verwundung die Flucht gelang. Es folgte ein längerer Lazarettaufenthalt im Duce-Hauptquartier in Fasano.
Am 14. September 1944 erfolgte die Übernahme ins Heer als Kriegsberichter z. b. V. beim Oberkommando der Wehrmacht. Hier war er Referatsleiter für den Einsatz der Kriegsberichter, sowie militärischer Zensor (OKW) und Verbindungsoffizier zu Reichspropagandaminister Joseph Goebbels. Des Weiteren war er zeitweise Kriegstagebuchführer im Führerhauptquartier Wolfsschanze. Zuletzt war er noch Kriegsberichter und Pressesprecher bei der Reichsregierung Dönitz in Plön und Flensburg-Mürwik.
Nach dem Krieg machte er Karriere als Chefredakteur und Verleger in München. Unter anderen leitete er die Redaktion des Nachrichtenmagazins Plus: konstruktive Kritik (Eigenschreibweise), das nach 3 Ausgaben im Januar 1960 wegen massiver Verluste eingestellt werden musste.
Johannes-Matthias Hönscheid starb am 2. März 2001 im Alter von 78 Jahren.

## Auszeichnungen
- Eisernes Kreuz (1939) II. und I. Klasse
- Ritterkreuz des Eisernen Kreuzes am 16. März 1945[1]
- Deutsches Kreuz in Gold am 16. März 1945[1]
- Kriegsverdienstkreuz (1939) II. und I. Klasse
- Verwundetenabzeichen (1939) in Silber
- Nahkampfspange in Silber
- Erdkampfabzeichen der Luftwaffe
- Frontflugspange für Kampfflieger in Bronze
- Ärmelband Afrika
- Panzervernichtungsabzeichen in Gold
- Ärmelband Kriegsberichter der Luftwaffe
- Fallschirmschützenabzeichen der Luftwaffe
- Flieger-Erinnerungsabzeichen

## Werke
- Der Kriegsberichter. Roman und Autobiographie eines Ritterkreuzträgers. Band 1: Die Front. Internationaler Kulturdienst Verlag. München 1992. ISBN 3-926469-17-X.